# Huangping
För andra betydelser, se Huangping (olika betydelser).
Huangping, tidigare stavat Hwangping, är ett härad i Qiandongnan, en autonom prefektur för miao och dong-folken i Guizhou-provinsen i sydvästra Kina.